# Glandirana rugosa
Glandirana rugosa är en groddjursart som först beskrevs av Temminck och Hermann Schlegel 1838.  Glandirana rugosa ingår i släktet Glandirana och familjen egentliga grodor. IUCN kategoriserar arten globalt som livskraftig. Inga underarter finns listade i Catalogue of Life.